# Cerro (Laveno-Mombello)
Cerro è una frazione del comune italiano di Laveno-Mombello posta sulle rive del Lago Maggiore più a sud del nucleo urbano.

## Storia
Cerro è un piccolo centro abitato di antica origine, storicamente appartenuto alla Pieve di Leggiuno nel Ducato di Milano. Comprendeva la frazione di Ceresolo, dalla seconda metà del XV secolo di proprietà di un ramo della nobile famiglia Sessa, i Sessa de Ceresolo, oggi estinti.
Registrato agli atti del 1751 come un borgo di 160 abitanti, nel 1786 Cerro entrò per un quinquennio a far parte dell'effimera Provincia di Varese, per poi cambiare continuamente i riferimenti amministrativi nel 1791, nel 1798 e nel 1799. Alla proclamazione del Regno d'Italia nel 1805 risultava avere 236 abitanti.
In età napoleonica il comune di Cerro con Ceresolo venne aggregato al vicino comune di Laveno, ma poco dopo in seguito alle proteste popolari venne distaccato da Laveno ed aggregato a Leggiuno. Il comune recuperò la propria autonomia con la restaurazione austriaca. Nel 1853 registrò 304 residenti.
All'Unità d'Italia, 1861, il comune di Cerro contava 321 abitanti; due anni dopo assunse la denominazione di Cerro Lago Maggiore, per distinguersi da altri comuni omonimi.
Nel 1927 il comune di Cerro Lago Maggiore coi suoi 517 residenti venne fuso con i comuni di Laveno e Mombello Lago Maggiore, formando il comune di Laveno Mombello.